# Dinamita, el perro maravilla
Dynomutt, Dog Wonder  es una serie de televisión animada estadounidense que fue producida por Hanna-Barbera Productions para ser emitida los sábados por la mañana. El programa se centra en torno a un superhéroe estilo Batman llamado Blue Falcon y su asistente, torpe pero generalmente eficaz, Dynomutt, un perro robot que puede producir un número aparentemente infinito de dispositivos mecánicos de su cuerpo. Al igual que con muchos otros superhéroes animados de la época, no se mostraron los orígenes de los personajes.
Dynomutt fue transmitido originalmente como un segmento de media hora junto al segmento The Scooby-Doo Show como parte de la serie The Scooby-Doo/Dynomutt Hour (1976-1977) y más adelante pasó a expandir la serie Scooby's All-Star Laff-A-Lympics (1977-1978), que posteriormente se vuelve a emitir, sindicada por su cuenta a partir de 1978. El elenco de The Scooby-Doo Show apareció como personajes recurrentes en Dynomutt, ayudando al Daring Duo a ocultar sus crímenes. Originalmente fue distribuida por Taft Broadcasting, la compañía matriz de Hanna-Barbera, pero actualmente Warner Bros. Television posee los derechos de distribución de la serie.

## Historia
El millonario y socialite proveedor de arte Radley Crown (voz de Gary Owens) y su perro mecánico, Dinamita (voz de Frank Welker, que se inspiró para la voz de los personajes de Red Skelton Gertrude y Heathcliff), disfrutan del tiempo de ocio en su base de operaciones en Big City, hasta ser alertados por el Fabulflash. De inmediato acuden a la Fabulguarida (situada en el ático de Crown), donde cambian a sus identidades secretas, Fabulman (Blue Falcon) y El Perro Maravilla, respectivamente. Fabulman y Dinamita reciben los informes de Uno (voz de Ron Feinberg), el agente secreto de F.O.C.U.S. a través de la pantalla del televisor desde el GHQ secreto, saltan al Fabulmóbil y a gran velocidad llegan a luchar contra varios malhechores que amenazan la paz.
En un golpe similar a la serie de televisión de Batman de la década de 1960, los primeros 10 minutos de Dynomutt terminan con un momento de suspenso en el que el dúo Daring, en las garras de sus enemigos, se someten a un peligroso destino que se resuelve inmediatamente después del anuncio. Al igual que muchas series de animación creada por Hanna-Barbera en los años 1970, el programa contiene una grabación de risas de fondo creada por el estudio.
El sabueso metálico emplea un sistema de transistores miniaturizados que le permiten extender sus extremidades o el cuello y los utilizan para realizar hazañas extraordinarias, sin embargo, ninguno de ellos funciona correctamente. B.F. (como Dynomutt se refiere amorosamente a él), es más víctima de Dynomutt que su maestro, y siempre se ve obstaculizado por los percances mecanizados insufriblemente torpes de este último, algo que a menudo lleva a Blue Falcon a llamar a Dynomutt "Dog blunder". Sin embargo, Dynomutt y el Blue Falcon, que está equipado con su propio arsenal de superartilugios, se las arreglan para tener la situación bajo control.
Dynomutt, Dog Wonder tiene la significancia histórica de elegir al primer funcionario público afroamericano en los dibujos animados de los sábados por la mañana como el alcalde Gaunt (con la voz de Larry McCormick).

## Lista de episodios

### Temporada 1
Los títulos de los episodios que se ven a continuación, reflejan los registros del estudio de Hanna-Barbera, ya que no se mostraron títulos en pantalla durante la emisión de los episodios de la serie:
1. Everyone Hyde! - 11 de septiembre de 1976
2. What Now, Lowbrow? - 18 de septiembre de 1976
3. The Great Brain... Train Robbery - 25 de septiembre de 1976
4. The Day and Night Crawler - 2 de octubre de 1976
5. The Harbor Robber - 9 de octubre de 1976
6. Sinister Symphony - 16 de octubre de 1976
7. Don't Bug Superthug - 23 de octubre de 1976
8. Factory Recall - 30 de octubre de 1976
9. The Queen Hornet - 6 de noviembre de 1976
10. The Wizard of Ooze - 13 de noviembre de 1976
11. Tin Kong - 20 de noviembre de 1976
12. The Awful Ordeal with the Head of Steel - 25 de noviembre de 1976
13. The Blue Falcon vs. The Red Vulture - 27 de noviembre de 1976
14. The Injustice League of America - 4 de diciembre de 1976
15. Lighter Than Air Raid - 11 de diciembre de 1976
16. The Prophet Profits - 18 de diciembre de 1976

- Scooby-Doo y la pandilla del Misterio son estrellas invitadas en estos episodios.
- El episodio segmento número 12 "There's a Demon Shark in the Foggy Dark/The Awful Ordeal with the Head of Steel", originalmente no se transmitió un sábado por la mañana, sino el día de Acción de Gracias de 1976 (25 de noviembre), durante el festival Thanksgiving Funshine de la cadena ABC.
- Estos episodios, y todas las repeticiones de la primera temporada, fueron transmitidos como parte de la serie The Scooby-Doo/Dynomutt Hour, que incluyó una media hora adicional con la repetición de un episodio de la serie Scooby-Doo, Where Are You!.

### Temporada 2
1. Beastwoman Partes 1 y 2 - 10 y 17 de septiembre de 1977
2. The Glob Partes 1 y 2 - 24 de septiembre y 1 de octubre de 1977
3. Madame Ape Face Partes 1 y 2 - 8 y 15 de octubre de 1977
4. Shadowman Partes 1 y 2 - 22 y 29 de octubre de 1997

- La segunda temporada se transmitió como un segmento de Scooby's All-Star Laff-A-Lympics desde 1977 hasta 1978.
- Estos cuatro nuevos episodios fueron emitidos bajo el nuevo título The Blue Falcon y Dynomutt.

## Voces
| Personaje                                | Actor de voz (EE. UU.) |
| ---------------------------------------- | ---------------------- |
| Narrador Uno de F.O.C.U.S. Mudmouth Worm | Ron Feinberg           |
| Mayor Gaunt                              | Larry McCormick        |
| Radley Crown / Blue Falcon               | Gary Owens             |
| Dynomutt Fred Jones                      | Frank Welker           |

### Voces adicionales
| Personaje | Actor de voz (EE. UU.) |
| --- | ---------------------- |
| Mr. Hyde / Willie la comadreja | Henry Corden           |
| | Regis Cordic           |
| | Joan Gerber            |
| | Bob Holt               |
| | Ralph James            |
| Shaggy Rogers Fishface (primera vez) Swamp Rat                                                                                                  | Casey Kasem            |
| Queen Hornet | Julie McWhirter        |
| Grub | Allan Melvin           |
| Scooby-Doo Gimmick Lowbrow (primera vez) Secuaces de Manyfaces Secuaces de Gimmick                                                              | Don Messick            |
| Daphne Blake | Heather North          |
| Jefe Grimsley / Wiggins El Blimp Eric von Flick Shadowman / Herman Twitch Red Vulture Secuaces de Glob Secuaces de Fishface Secuaces de Gimmick | John Stephenson        |
| Velma Dinkley | Pat Stevens            |
| Roto-Chopper Secuaces de Gimmick | Lennie Weinrib         |

- Director de grabación: Wally Burr

## Lanzamiento en DVD
Los 16 episodios de la primera temporada fueron lanzados en DVD en el set titulado Scooby-Doo / Dynomutt Hour de Warner Home Video. Los últimos 4 episodios de The Blue Falcon & Dynomutt que se transmitieron como parte de Scooby's All-Star Laff-A-Lympics no están disponibles actualmente en DVD.

## Otras Apariciones
- Dos perros tontos (serie de 1993): Dynomutt hizo un cameo como una foto en el episodio "Agent Penny" del segmento Super Secret Secret Squirrel que forma parte de la serie Dos perros tontos.

- El Laboratorio de Dexter (serie de 1996): Gary Owens y Frank Welker repiten sus papeles de Blue Falcon y Dynomutt el Perro Maravilla en apariciones especiales del episodio "Dyno-Might" en la serie El Laboratorio de Dexter (que fue considerada la más oscura de las aventuras del dúo). Blue Falcon acude a Dexter cuando Dynomutt quedó terriblemente dañado durante su pelea con Buzzord (con la voz de Rob Paulsen). Aunque Dexter reconstruye a Dynomutt sin problemas, decide desactivarlo cuando el perro termina destrozando su laboratorio y construye una versión más avanzada llamada Dynomutt X-90 (también con la voz de Frank Welker), quien se convierte en un vigilante fanático, utilizando la fuerza excesiva y letal para lidiar con delitos menores, como el peatón que cruza la calle con el semáforo en rojo y los que tiran basura. Dexter se convierte en Dexstar para ayudar a Blue Falcon a detener a Dynomutt X-90. Cuando Dynomutt X-90 termina atrapando a Dexter y Blue Falcon, Dexter aclaró que creó a Dynomutt X-90 porque el otro Dynomutt era un tonto compañero idiota. Al saber esto, Blue Falcon reactiva al verdadero Dynomutt mediante un control remoto en su muñeca mientras le dice a Dexter que “¡No era solo un tonto compañero idiota! él era un... ¡fiel perro!”. Dynomutt llega y distrae a Dynomutt X-90 lo suficiente como para que Dexter lo desactive. Blue Falcon y Dynomutt agradecen a Dexter por su ayuda y Blue Falcon le explica a Dexter que su perro ¡es un tonto compañero idiota que hace que un superhéroe sea super!.

- Johnny Bravo (serie de 1997): Gary Owens repite su papel de Blue Falcon en el episodio "Johnny Makeover” de la caricatura Johnny Bravo. Él, "Weird Al" Yankovic y Don Knotts rediseñan el show de Johnny convirtiéndolo en una parodia de Queer Eye for the Straight Guy.

- Harvey Birdman, Attorney at Law (serie de 2000): Blue Falcon es un personaje recurrente en la serie de televisión de Harvey Birdman, y apareció una sola vez en el videojuego basado en la serie como un abogado español llamado Azul Falcone (con la voz de Maurice LaMarche). Su compañero Dynomutt también apareció en el episodio de dos partes "Deadomutt" con la voz de André Sogliuzzo en un acento español.

- Scooby-Doo! misterios S.A. (serie de 2010): Dynomutt y Blue Falcon aparecen en el episodio "Heart of Evil" con la voz de Frank Welker en el papel de Dynomutt mientras que Blue Falcon fue expresado con la voz de Troy Baker. Esto implicó un origen donde Radley Crown y su perro guardián Reggie eran guardias de seguridad en Quest Labs. Después de que un robot dragón ataca y lastima el cuerpo orgánico de Reggie, el Dr. Benton Quest lo reconstruye como un perro cyborg. Mientras Dynomutt conserva su personalidad de la serie original, el Blue Falcon es representado como un vigilante arenoso y violento (que recuerda a la versión de Batman en "Dark Knight" de Frank Miller). Misterios S.A. termina ayudando a Dynomutt y Blue Falcon cuando el robot dragón ataca el Ayuntamiento de Crystal Cove. Entonces resulta que el robot dragón es un traje de batalla con aspecto de dragón que fue construido por el Dr. Zin en su plan para obtener la fuente de energía Quest-X y que su hija Jenny estaba en un estado catatónico en el traje de dragón de batalla desde su último ataque en Quest Labs. El Dr. Zin quería la fuente de energía Quest-X para curar a Jenny. Después de la pelea de Blue Falcon y Misterios S.A. con los hombres del Dr. Zin, Dynomutt usó parte de la fuente de energía Quest-X para curar a Jenny. A pesar de que Jenny fue sanada, el Dr. Zin y Jenny lograron escapar y programar su base de la isla para autodestruirse. Después de que Blue Falcon, Dynomutt y Misterios S.A. escapan antes de que la base explote, Blue Falcon promete atrapar al Dr. Zin algún día.

- Scooby-Doo y la máscara de Fabulman (película de 2013): Dynomutt y Blue Falcon aparecen en el otro crossover de Scooby-Doo, con Frank Welker repitiendo su papel de Dynomutt. Esta es la decimonovena película de la franquicia Scooby-Doo lanzada directo a video. En la historia de la película, el dúo fue rediseñado como personajes de cine donde el segundo Blue Falcon llamado Brad Adams (con la voz de Diedrich Bader) tiene un disfraz mucho más oscuro y tecnológicamente avanzado y Dynomutt fue convertido en un perro robótico destructivo y de aspecto oscuro. La película también presentó a Owen Garrison (con la voz de Jeff Bennett) quien era un actor que interpretó a Blue Falcon en el show de televisión anterior donde fue protagonista y estaba amargado por el hecho de que Brad Adams fue elegido como el nuevo Blue Falcon. Mr. Hyde (con la voz de John DiMaggio) fue el villano de la película que en realidad era el disfraz de Jack Rabble (con la voz de Fred Tatasciore) en un complot para robar los recibos de un automóvil blindado y enmarcar a Owen Garrison. Al final, Owen Garrison firmó para aparecer como el padre del segundo Blue Falcon para la secuela de la película.

- ¡Scooby! (película del 2020): Dynomutt y Blue Falcon aparecerán teniendo una participación importante en el desarrollo de esta, que a la vez se trata del inicio del Universo Cinematográfico de Hanna-Barbera, con Blue Falcon  expresado por Mark Wahlberg y Dynomutt expresado por Ken Jeong. Este Blue Falcon es retratado como el hijo de Radley, Brian, quien tomó el mando después de que su padre se retiró a Palm Beach, Florida, y está luchando por convertirse en un gran héroe, y Dynomutt es más maduro, inteligente y competente, lo que inicialmente hizo que se sintiera resentido con Brian. También se les unieron la asistente Dee Dee Skyes y el mayordomo Keith. Durante los créditos de la película, Blue Falcon fundó Falcon Force junto a La Hormiga Atómica, Capitán Cavernícola, Mandibulín y el Gran Simio.

- Datos: Q2395696